# Kermia caletria
Kermia caletria é uma espécie de gastrópode do gênero Kermia, pertencente a família Raphitomidae.